# Francesco II di Francia
Francesco II di Francia (Fontainebleau, 19 gennaio 1544 – Orléans, 5 dicembre 1560) fu re di Francia dal 1559 al 1560 e re consorte di Scozia dal 1558 al 1560 come marito della regina Maria Stuart.

## Due regni, una corona
Appartenente al ramo dei Valois-Angoulême della dinastia dei Capetingi, Francesco era figlio di Enrico II e Caterina de' Medici. 
Primogenito lungamente atteso, nacque ben undici anni dopo il matrimonio dei suoi genitori, quando oramai il padre era divenuto l'erede ufficiale al trono di Francia, il delfino. Venne battezzato il 10 febbraio e gli venne imposto il nome del nonno, Francesco I di Francia, che aveva voluto presenziare personalmente alla nascita e gli fece da padrino insieme con papa Paolo III. Sua madrina fu invece la prozia Margherita d'Angoulême. In quella stessa occasione Francesco venne investito della carica di cavaliere. Trascorse i primi anni al castello di Saint-Germain-en-Laye. A soli due anni fu nominato governatore della Linguadoca e l'anno seguente, in seguito alla morte del nonno divenne delfino. Il 27 gennaio 1548 venne firmato l'accordo di fidanzamento che lo legava a Maria Stuarda di due anni maggiore di lui, regina di Scozia e nipote, per parte materna, di Claudio I di Guisa che fu il primo duca di Guisa.
Il suo matrimonio con Maria Stuarda fu organizzato dal padre nel 1548 e si presentava assai vantaggioso. Maria era già stata incoronata regina di Scozia nel castello di Stirling il 9 settembre 1543, all'età di nove mesi e questo avrebbe reso Francesco re consorte di Scozia e i due regni si sarebbero fusi in una sola corona. Una volta formalmente ratificato l'accordo matrimoniale, nel 1548, Maria di Guisa, reggente di Scozia, mandò la figlia di cinque anni, la regina Maria, in Francia per essere allevata nella corte reale fino al matrimonio. Il 24 aprile 1558 il quattordicenne delfino sposò Maria, regina degli scozzesi, in una unione che voleva dare al futuro re di Francia il trono di Scozia e la rivendicazione al trono d'Inghilterra. Francesco aveva quattordici anni e lei sedici.

## L'ascesa di Francesco e dei Guisa

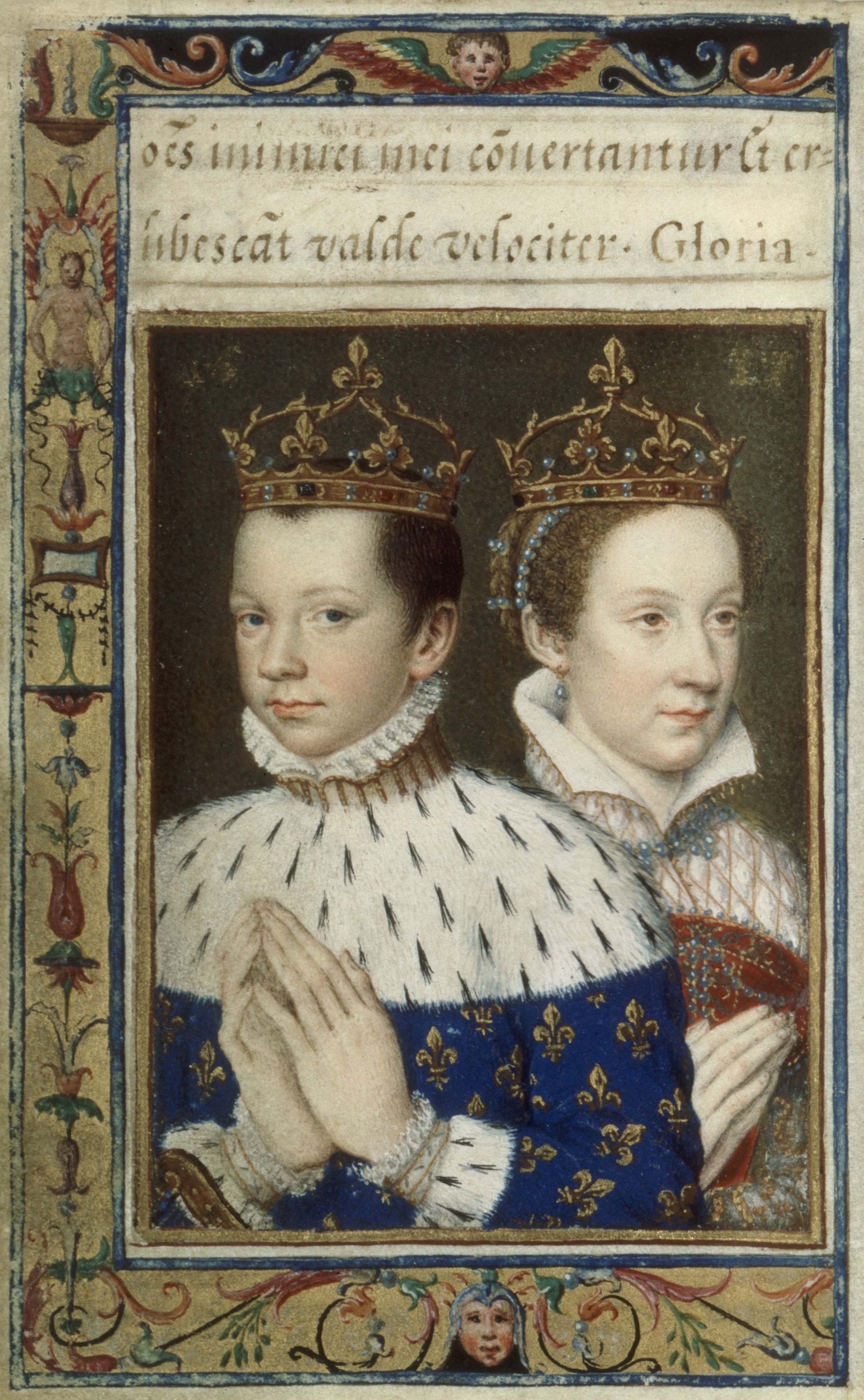
Francesco e Maria

Il 10 luglio 1559 Enrico II di Francia morì a causa di un incidente durante i giochi di corte, lasciando il trono al figlio appena quindicenne. La sua età gli garantiva autonomia di governo e quindi avrebbe potuto fare a meno del reggente. Tuttavia la sua fragile salute e la sua inesperienza fecero ritenere che sarebbe stato meglio affiancargli un reggente; formalmente venne nominata la madre Caterina, ma in realtà, con il suo beneplacito, chi si mosse dietro le quinte furono gli zii di Francesco, Francesco I di Guisa e il fratello Carlo di Lorena.
I due avevano già ricoperto ruoli di potere anche durante il regno di Enrico e da reggenti si divisero i compiti: Francesco di Guisa si occupò della parte militare, mentre Carlo si preoccupò di quanto concerneva la politica, la diplomazia e la finanza. L'ascesa dei Guisa segnò il tramonto del potere del connestabile Anne de Montmorency che, seguendo i consigli del re, lasciò la capitale per andare a riposarsi nelle sue proprietà di campagna. Anche a Diana di Poitiers, storica amante del padre, Francesco chiese di ritirarsi altrove e di non apparire più a corte; con lei cadde anche il suo protetto che dovette cedere la carica di custode dei sigilli di Francia allo stesso uomo che Diana aveva rimosso da quella posizione pochi anni prima.
Questa fu una sorta di rivoluzione di palazzo e i Guisa si trovarono ai vertici di ogni posizione di potere: il re diede loro onori e privilegi, il più grande dei quali fu il titolo di gran maestro di Francia concesso a Francesco di Guisa, che poi tornò ai Montmorency nella persona di François de Montmorency. Il 21 settembre 1559 Francesco venne consacrato re a Reims dallo zio cardinale Carlo di Guisa e da lì la corte si diresse al castello di Blois, nella Valle della Loira, nuova dimora del re.

## Il malcontento

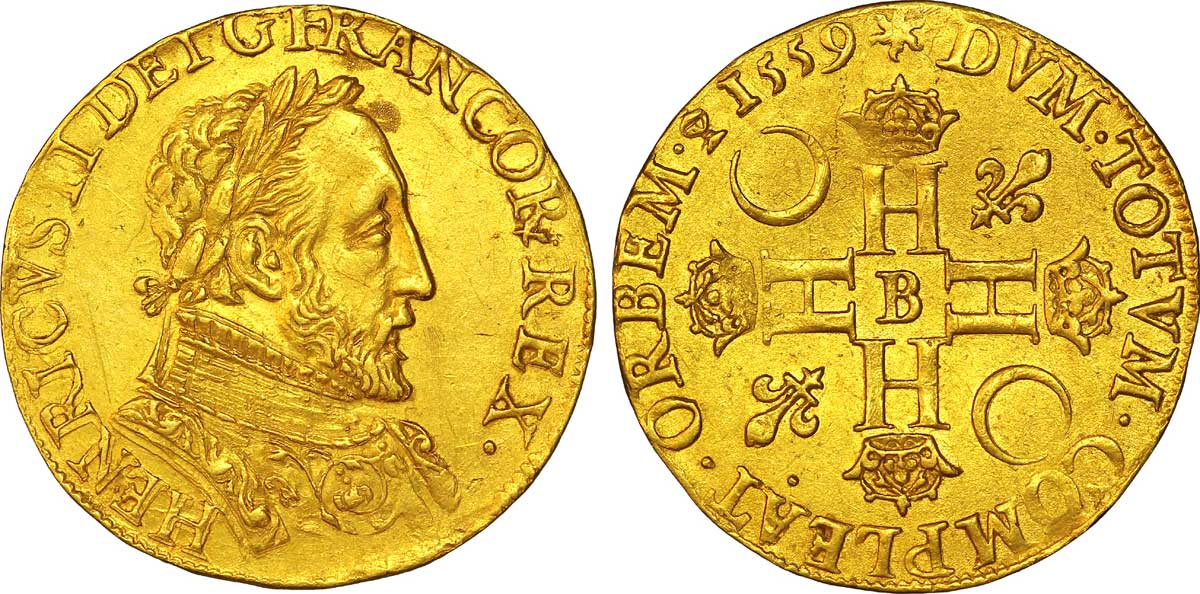
Moneta emessa sotto Francesco II con l'effige di suo padre Enrico II

Il regno di Francesco II fu movimentato da aspri contrasti religiosi, la sua politica di repressione contro il Protestantesimo spinse alcuni nobili di fede protestante a tentare un colpo di Stato a danno dei Guisa che sfociò nella congiura di Amboise. A causa del continuo malcontento venne tentata una riconciliazione: Caterina de' Medici spinse fortemente perché le parti dialogassero, anche se rimase sempre fortemente ostile agli agitatori. Per tutto il regno di Francesco II vi furono piccole rivolte locali che erano i prodromi delle future guerre di religione francesi. Francesco divenne sempre più autoritario fino a spingersi ad andare in guerra contro i ribelli per vedere rispettata la propria autorità. Dal canto loro i Guisa non godevano di grande popolarità, e andò formandosi un'opposizione guidata dal principe del sangue Luigi I di Borbone-Condé.
I Borbone-Condé potevano vantare discendenze regali notevoli: la madre di Luigi I di Borbone-Condé era infatti nipote di Francesco I, mentre suo padre discendeva da Luigi IX di Francia; i Guisa avevano invece ascendenze assai più deboli e dovevano il loro potere solo al favore che Francesco accordava loro. Il primo a contrastare apertamente i Guisa fu Antonio di Borbone-Vendôme, re di Navarra, ma il suo tentativo di imporre la propria visione a Francesco II fallì. Anche entro la politica finanziaria i Guisa avevano diversi problemi, decenni di guerra contro gli Asburgo avevano lasciato un debito interno di enormi proporzioni e per cominciare ad appianarlo i Guisa attuarono una politica economica draconiana che aumentò la loro impopolarità.
Essi decisero di cancellare le paghe dovute ai militari, agli ufficiali del re e di rinviare i pagamenti ai fornitori di corte, l'esercito venne ridotto e molti uomini si trovarono senza impiego. Il malcontento aumentò quando ci si avvide che tale riduzione di ranghi non aveva colpito i reggimenti comandati dagli amici dei Guisa o dai Guisa stessi. Sul fronte religioso la politica contro i protestanti continuò con diverse confische di beni e proprietà; il 2 dicembre 1559 il magistrato Anne du Bourg che aveva dato vita a una polemica circa queste misure venne giustiziato alla place de l'Hôtel-de-Ville. Alla fine un gruppo di protestanti deciso a fermare le persecuzioni si alleò con i Borbone dando luogo alla congiura di Amboise.

## La congiura fallita
I congiurati intendevano introdursi nel palazzo dove viveva il re con la connivenza delle guardie reali, rapire Francesco ed eliminare i Guisa qualora avessero fatto resistenza e ovviamente c'era da assicurarsi che nessun problema potesse venire a disturbarli dall'esterno. Dietro i cospiratori c'era il silente, ma importante appoggio di Luigi I di Borbone-Condé, l'ambizioso fratello di Antonio di Borbone. Nel febbraio 1560 la corte ricevette diversi avvisi sul pericolo imminente di una congiura e sotto il peso della minaccia crescente il consiglio, sotto la guida di Caterina, decise di fare alcune concessioni. L'8 marzo il re firmò un'amnistia per tutti i protestanti, ma ormai era tardi, la congiura si era messa in moto e da ogni parte del paese truppe di protestanti si diressero al castello di Amboise dove si trovava il re.
I congiurati erano però male equipaggiati e il loro progetto sfociò in un bagno di sangue: il 15 marzo i vertici vennero arrestati da Giacomo di Savoia-Nemours, quelli rimasti liberi erano povera gente che venne arrestata nei dintorni della foresta di Amboise e, per volere del re, vennero rispediti a casa. Questo clima di pacificazione durò poco, due giorni dopo circa duecento uomini presero d'assalto una delle porte della città, in breve tempo vennero dispersi da Francesco di Guisa e catturati. Circa la metà di loro venne giustiziata ed appesa ai balconi del castello, la persecuzione durò per qualche giorno ancora e alla fine i morti furono circa 1.200. Rispetto a Condé i Guisa si trovarono in una posizione difficile: Luigi era arrivato al castello e aveva aiutato a difenderlo combattendo al fianco dei propri nemici, i prigionieri interrogati resero piuttosto chiaro che si era pronunciato dalla loro parte, ma lui negò e la parola di un principe del sangue valeva molto di più di quella di un uomo del popolo. Ci voleva un'accusa formale e scritta e fintanto che era libero Luigi lasciò la corte per andare dal fratello Antonio.

## L'inutile tolleranza
Lo scoppio di violenza che aveva caratterizzato la congiura fece comprendere come la politica di repressione religiosa stesse esacerbando gli animi, l'influenza di Caterina e dei più moderati dei consiglieri fece in modo che il governo provasse ad allentare la tensione con l'adozione di una politica distensiva. Le prime misure furono presto prese, anche se le riunioni pubbliche rimasero proibite. I prigionieri religiosi vennero rilasciati e questo fu il primo passo verso la fine delle persecuzioni dall'inizio del regno di Enrico II circa tredici anni prima e pose anche il seme di quello che divenne in futuro il diritto alla libertà di coscienza.
Nel mese di aprile Caterina nominò Michel de l'Hôspital cancelliere di Francia, il governo divenne quindi comandato dai moderati, umanisti convinti che la convivenza fosse possibile grazie alle reciproche concessioni. Lo stesso Carlo di Guisa finì per aprirsi alle riforme e l'idea di un concilio ecumenico per la Francia prese corpo e si chiese a papa Pio IV il permesso di convocare i cristiani di tutta Europa e di ogni fede per potersi incontrare e attuare un progetto di riforma comunitaria. Il papa rifiutò e benché essi non volessero avere attriti con il Vaticano minacciarono di convocare un concilio autonomo se egli non avesse acconsentito. Il monopolio dei Guisa era inviso anche sulla base dell'età del re che ormai era sedicenne; la prima idea per aggirare tale malcontento fu di convocare gli Stati generali, ma i Guisa temettero che la loro impopolarità avrebbe avuto come conseguenza la loro cacciata e si opposero fortemente.
Caterina allora premette perché i Guisa acconsentissero a consultarsi con i notabili dell'Assemblée des notables che si riunì a Fontainebleau dal 21 al 26 agosto; vennero chiamati anche i principi del sangue e il conestabile, cui fu chiesto di tornare a ricoprire il proprio ruolo entro il concilio del re. Durante l'assemblea Gaspard de Châtillon, futuro leader protestante, portò una petizione a nome dei protestanti normanni che venne letta di fronte a una corte alquanto meravigliata e dove si chiedeva la libertà di religione. L'assemblea si chiuse con la convocazione degli Stati generali. La posizione tenuta dal papa fu molto criticata dai convenuti che decisero di riunire i vescovi per ottenere il loro consenso sulla convocazione di un concilio nazionale.
Nel timore che il Gallicanesimo uscisse completamente dal suo controllo, il pontefice accolse la richiesta di un concilio generale, ma non di convocare dei protestanti, e questo portò alla riapertura del concilio di Trento. Le intenzioni del governo di allentare le tensioni non funzionarono, i protestanti rinfrancati dal nuovo regime rilassato incominciarono a riunirsi in gruppo per ascoltare i sermoni e sfidando l'autorità regia con rivolte armate. Questo tipo di manifestazioni, cominciato durante la congiura, fiorì per tutta l'estate un po' in tutto il regno specialmente nel Poitou, in Guienna, Périgord, Provenza e Linguadoca. I nobili locali non si fecero scrupolo di appoggiare i rivoltosi, spinti dall'odio per i Guisa e dal risentimento per la repressione subita dopo Amboise; non mancarono certo persone tanto audaci da attaccare castelli, prigioni e chiese, tanto che nella primavera del 1560 in Provenza si registrarono parecchi episodi di iconoclastia.
L'estate portò con sé parecchi episodi di disobbedienza civile che crebbero via via d'intensità portando all'insurrezione gran parte del sud della Francia. I principi di Condé furono ancora una volta segretamente coinvolti, i capi protestanti locali vennero eletti, fu raccolto denaro, immagazzinate armi e organizzate milizie, gruppi armati provenienti dalla Linguadoca si recarono in Provenza e nel Delfinato dove si stava tentando di arginare le rivolte. Il picco si raggiunse nella notte fra il 4 e il 5 settembre quando una milizia protestante provò a prendere la città di Lione. La reazione di Francesco non si fece attendere e fu determinata e decisa, con un bando ordinò ai governatori di tornare al proprio posto e riallocò i militari là dove ce n'era più bisogno. Durante l'autunno l'ordine venne gradualmente ristabilito, i capopopolo arrestati e questa volta anche Luigi di Condé venne arrestato il 31 ottobre 1560.

## La perdita dei territori
Rispetto alla politica estera Francesco continuò sulle orme della pace di Cateau-Cambrésis firmata dal padre nell'aprile 1559 e al prezzo di perdere parte della propria influenza in Europa la Francia continuò a restituire le terre che aveva conquistato nei 40 anni precedenti. Questo andò a tutto vantaggio dell'altra grande potenza continentale, la Spagna. Quando la suocera Maria di Guisa dovette fronteggiare una rivolta contro alcuni nobili scozzesi il re le inviò inutilmente degli aiuti militari. Il trattato di Edimburgo firmato nel luglio 1560 pose formalmente fine alla Auld Alliance anche se Maria Stuarda, una volta salita al trono, si rifiutò sempre di riconoscerlo. Entro la morte di Francesco i francesi avevano lasciato la Corsica, la Scozia, il Brasile, la Toscana, la Savoia e parte del Piemonte.
La pace di Cateau-Cambrésis che Francesco onorò durante il suo regno aveva posto fine a 40 anni di guerre fra i francesi e gli Asburgo e fu con un certo stupore che gli spagnoli abbandonarono veramente i territori da loro conquistati. Da parte sua Filippo II di Spagna si dimostrò alquanto restio a restituire ai francesi alcuni territori situati nel nord-est del regno. In merito a questo sorsero alcune dispute, specie nei territori interessati, ma dopo pochi mesi Francesco riuscì a ottenere quanto gli spettava. Nello stesso tempo il governo doveva pagare o negoziare dei risarcimenti per coloro che avevano perso i loro beni a causa della guerra e venne anche trovato un accordo per tutti i prigionieri di guerra che erano ancora in mano alla Francia e alla Spagna. Molti di loro erano piccoli nobili che non erano in grado di pagare il riscatto, mentre i prigionieri comuni vennero rilasciati e impiegati come rematori sulle galee regie.
Riguardo alla Scozia si apriva un altro capitolo: il matrimonio di Francesco e Maria aveva unito i due regni e una clausola segreta prevedeva che nel caso la coppia non avesse avuto figli la Scozia sarebbe divenuta comunque parte dei domini francesi. A causa del controllo dei francesi sui loro affari interni un gruppo di nobili si sollevò costringendo Maria di Guisa e i suoi consiglieri francesi a lasciare Edimburgo nel maggio 1559. Maria chiese alla figlia e al genero l'invio di alcune truppe, la richiesta venne esaudita e la rivolta venne sedata entro la fine dell'anno. La cosa avrebbe potuto anche finire lì se Elisabetta d'Inghilterra non avesse deciso di schierarsi con gli scozzesi poiché era ancora risentita per il fatto che i due avessero messo sul loro stemma anche le insegne inglesi, rivendicando così il diritto di Maria alla successione sul trono inglese.
Nel gennaio 1560 truppe inglesi bloccarono il porto di Leith mentre quelle francesi furono costrette a ripiegare al loro quartier generale, in aprile circa 9.000 uomini, fra fanti e cavalieri, giunse per porre sotto assedio la città. Per quanto i militari inglesi non fossero numerosissimi la situazione piuttosto turbolenta in Francia impediva a Francesco di inviare ulteriori aiuti e quando il vescovo Jean de Montluc venne mandato a negoziare all'arrivo in Scozia venne trattato come un prigioniero. La stessa Maria di Guisa si trovava pressoché prigioniera nel castello di Edimburgo ed egli fu costretto a negoziare una pace poco vantaggiosa per la Francia: il 6 luglio 1560 il trattato di Edimburgo pose fine all'occupazione francese sulla Scozia e alla Auld Alliance.

## La fine
Nel novembre 1560 la salute di Francesco, che era sempre stata precaria, declinò ulteriormente in seguito a una sincope. Ammaltosi di un'infezione alle vie respiratorie, la sua agonia durò tre settimane. Era talmente tormentato dal dolore che quelli che gli stavano attorno «avrebbero quasi voluto che morisse». La malattia divenne mastoidite e quando il 5 dicembre gli umori defluirono in un ascesso cerebrale, il re cadde in coma e poi morì le ventidue e le ventitré.

## Matrimonio
Il 24 aprile 1558 sposò Maria Stuarda (8 dicembre 1542 - 8 febbraio 1587), per proprio diritto regina di Scozia, dalla quale non ebbe figli. Pur essendo un matrimonio combinato, i due si innamorarono e trascorsero il loro tempo insieme felici e innamorati, felicità che durò poco, visto che Francesco morí molto giovane.

## Ascendenza
|                                   |                |                                    | Genitori                         |  |  | Nonni |  |  | Bisnonni                  |  |  | Trisnonni                    |  |
|                                   |                |                                    |                                  |  |  |       |  |  | Carlo di Valois-Angoulême |  |  | Giovanni di Valois-Angoulême |  |
|                                   |                |                                    |                                  |  |  |       |  |  | Carlo di Valois-Angoulême |  |  | Giovanni di Valois-Angoulême |  |
|                                   |                | Margherita di Rohan                |                                  |  |  |       |  |  | Carlo di Valois-Angoulême |  |  |                              |  |
| Francesco I di Francia            |                |                                    |                                  |  |  |       |  |  | Carlo di Valois-Angoulême |  |  |                              |  |
|                                   |                | Luisa di Savoia                    | Filippo II di Savoia             |  |  |       |  |  |                           |  |  |                              |  |
|                                   |                | Luisa di Savoia                    | Filippo II di Savoia             |  |  |       |  |  |                           |  |  |                              |  |
|                                   |                | Luisa di Savoia                    | Margherita di Borbone-Clermont   |  |  |       |  |  |                           |  |  |                              |  |
| Enrico II di Francia              |                | Luisa di Savoia                    |                                  |  |  |       |  |  |                           |  |  |                              |  |
|                                   |                | Luigi XII di Francia               | Carlo di Valois-Orléans          |  |  |       |  |  |                           |  |  |                              |  |
|                                   |                | Luigi XII di Francia               | Carlo di Valois-Orléans          |  |  |       |  |  |                           |  |  |                              |  |
|                                   |                | Luigi XII di Francia               | Maria di Clèves                  |  |  |       |  |  |                           |  |  |                              |  |
| Claudia di Francia                |                | Luigi XII di Francia               |                                  |  |  |       |  |  |                           |  |  |                              |  |
|                                   |                | Anna di Bretagna                   | Francesco II di Bretagna         |  |  |       |  |  |                           |  |  |                              |  |
|                                   |                | Anna di Bretagna                   | Francesco II di Bretagna         |  |  |       |  |  |                           |  |  |                              |  |
|                                   |                | Anna di Bretagna                   | Margherita di Foix               |  |  |       |  |  |                           |  |  |                              |  |
| Francesco II di Valois            |                | Anna di Bretagna                   |                                  |  |  |       |  |  |                           |  |  |                              |  |
|                                   | Piero il Fatuo | Lorenzo de' Medici                 |                                  |  |  |       |  |  |                           |  |  |                              |  |
|                                   | Piero il Fatuo | Lorenzo de' Medici                 |                                  |  |  |       |  |  |                           |  |  |                              |  |
|                                   | Piero il Fatuo | Clarice Orsini                     |                                  |  |  |       |  |  |                           |  |  |                              |  |
| Lorenzo de' Medici duca di Urbino | Piero il Fatuo |                                    |                                  |  |  |       |  |  |                           |  |  |                              |  |
|                                   |                | Alfonsina Orsini                   | Roberto Orsini                   |  |  |       |  |  |                           |  |  |                              |  |
|                                   |                | Alfonsina Orsini                   | Roberto Orsini                   |  |  |       |  |  |                           |  |  |                              |  |
|                                   |                | Alfonsina Orsini                   | Caterina Sanseverino             |  |  |       |  |  |                           |  |  |                              |  |
| Caterina de' Medici               |                | Alfonsina Orsini                   |                                  |  |  |       |  |  |                           |  |  |                              |  |
|                                   |                | Giovanni III de La Tour d'Auvergne | Bertrando VI de La Tour          |  |  |       |  |  |                           |  |  |                              |  |
|                                   |                | Giovanni III de La Tour d'Auvergne | Bertrando VI de La Tour          |  |  |       |  |  |                           |  |  |                              |  |
|                                   |                | Giovanni III de La Tour d'Auvergne | Luisa de la Trémoille            |  |  |       |  |  |                           |  |  |                              |  |
| Madeleine de La Tour d'Auvergne   |                | Giovanni III de La Tour d'Auvergne |                                  |  |  |       |  |  |                           |  |  |                              |  |
|                                   |                | Giovanna di Borbone-Vendôme        | Giovanni VIII di Borbone-Vendôme |  |  |       |  |  |                           |  |  |                              |  |
|                                   |                | Giovanna di Borbone-Vendôme        | Giovanni VIII di Borbone-Vendôme |  |  |       |  |  |                           |  |  |                              |  |
|                                   |                | Giovanna di Borbone-Vendôme        | Isabelle de Beauvau              |  |  |       |  |  |                           |  |  |                              |  |
|                                   |                | Giovanna di Borbone-Vendôme        |                                  |  |  |       |  |  |                           |  |  |                              |  |